# Selwyn Lake
Selwyn Lake är en sjö i Kanada.   Den ligger på gränsen mellan provinsen Saskatchewan och territoriet Northwest Territories, i den centrala delen av landet, 2 500 km nordväst om huvudstaden Ottawa. Selwyn Lake ligger 393 meter över havet. Arean är 717 kvadratkilometer.
Trakten runt Selwyn Lake är nära nog obefolkad, med mindre än två invånare per kvadratkilometer.